# Kanton Ploubalay
Der Kanton Ploubalay war bis 2015 ein französischer Wahlkreis im Arrondissement Dinan, im Département Côtes-d’Armor und in der Region Bretagne; sein Hauptort war Ploubalay. Letzter Vertreter im Generalrat des Départements war von 1973 bis 2015 Charles Josselin (PS). 

## Gemeinden
| Gemeinde              | Bretonisch        | Einwohner (2022) | Fläche (km²) | Code postal | Code Insee |
| --------------------- | ----------------- | ---------------- | ------------ | ----------- | ---------- |
| Lancieux              | Lanseeg           | 1.602            | 6.69         | 22770       | 22094      |
| Langrolay-sur-Rance   | Langorlae         | 992              | 5.28         | 22490       | 22103      |
| Pleslin-Trigavou      | Plelin-Tregavoù   | 4.043            | 21.80        | 22490       | 22190      |
| Plessix-Balisson      | Ar Genkiz-Yuzhael | 89               | 0.08         | 22650       | 22192      |
| Ploubalay             | Plouvalae         | 3014             | 35.45        | 22650       | 22209      |
| Saint-Jacut-de-la-Mer | Sant-Yagu-an-Enez | 909              | 2.92         | 22750       | 22302      |
| Trégon                | Tregon-Poudour    | 249              | 6.12         | 22650       | 22357      |
| Tréméreuc             | Tremereg          | 728              | 4.15         | 22490       | 22368      |

## Bevölkerungsentwicklung
| 1962 | 1968 | 1975 | 1982 | 1990 | 1999 | 2006 | 2012   |
| ---- | ---- | ---- | ---- | ---- | ---- | ---- | ------ |
| 7893 | 7730 | 7708 | 8179 | 8703 | 9015 | 9736 | 10.518 |